# Psyllium
Loppefrøskaller eller psyllium er frøskaller fra planter i slægten vejbred, bl.a. Plantago ovata, som hovedsageligt dyrkes i det nordlige Indien.
De bruges hovedsagelig som en type kostfiber til at lindre symptomer på både forstoppelse og mild diarré, og lejlighedsvis som et fortykningsmiddel i fødevarer.
Forskning har vist, at blodets kolesterolniveau sænkes hos mennesker med forhøjet kolesterol, og nedsættelse af blodets glukoseniveau hos mennesker med type 2-diabetes.[kilde mangler]
Frøskallerne kan ikke absorberes af tyndtarmen. Den rent mekaniske virkning af psyllium er at absorbere overskydende vand samtidig med at stimulere normal tarmfunktion ved at blødgøre afføringen. Det øger dog til en vis grad luft i tarmene.
Som fortykningsmiddel er psyllium blevet brugt af fødevareindustrien til is og frosne desserter.
 Der er for få eller ingen kildehenvisninger i denne artikel, hvilket er et problem. Du kan hjælpe ved at angive troværdige kilder til de påstande, som fremføres i artiklen.